# Kumulierte Häufigkeit
Die kumulierte (auch kumulative) Häufigkeit oder Summenhäufigkeit ist ein Maß der deskriptiven Statistik. Sie gibt an, bei welcher Anzahl der Merkmalsträger in einer empirischen Untersuchung die Merkmalsausprägung kleiner ist als eine bestimmte Schranke. Die kumulierte Häufigkeit wird berechnet als Summe der Häufigkeiten der Merkmalsausprägungen von der kleinsten Ausprägung bis hin zu der jeweils betrachteten Schranke.

Beispiel einer grafischen Darstellung der absoluten Summenhäufigkeiten der untenstehenden Häufigkeitsverteilung

Grafische Darstellung der entsprechenden absoluten Häufigkeitsverteilung

## Erklärung
Dabei setzt man mindestens ordinal skalierte Merkmale voraus, die Ausprägungen können dann nach Größe sortiert werden. Betrachtet wird die Häufigkeit des Auftretens der Merkmale bis zu einer bestimmten oberen Schranke. Je nachdem, ob absolute oder relative Häufigkeiten aufsummiert werden, spricht man von absoluter Summenhäufigkeit oder relativer Summenhäufigkeit.
Eine Fragestellung, die mit Hilfe der kumulierten Häufigkeit gelöst werden könnte, ist die Frage nach der Anzahl der Noten nicht schlechter als 4 in einer Klausur. Hier würde man alle Einsen, Zweien, Dreien und Vieren (beziehungsweise deren Häufigkeiten) zählen und aufsummieren, um die kumulierte Häufigkeit des Merkmals Schulnote bis zur oberen Grenze Vier zu errechnen.
Die Entsprechung der kumulierten Häufigkeit in der Wahrscheinlichkeitstheorie ist die Verteilungsfunktion.

## Definition in Formelschreibweise
Die Messwerte seien in nach einem geeigneten Kriterium gewählte Klassen eingeteilt und die Klassen geordnet und von {\displaystyle 1} bis {\displaystyle n} durchnummeriert. Die absolute Häufigkeit der zu diesen Klassen zugehörigen Messwerte werden mit {\displaystyle H_{1},\dots ,H_{n}} bezeichnet. Die zugehörigen relativen Häufigkeiten werden mit {\displaystyle R_{1},\dots ,R_{n}} bezeichnet. Die Schranke, bis zu der die Häufigkeiten summiert werden sollen, wird mit {\displaystyle k} bezeichnet.
So ist die absolute Summenhäufigkeit definiert durch
{\displaystyle F_{\text{abs}}(k)=\sum _{n=1}^{k}H_{n}}
und die relative Summenhäufigkeit durch
{\displaystyle F_{\text{rel}}(k)=\sum _{n=1}^{k}R_{n}}.